# Stazione di Sezzadio
La stazione di Sezzadio è una stazione ferroviaria posta sulla linea Alessandria-San Giuseppe. Sita nel territorio comunale di Gamalero, in origine serviva il limitrofo centro abitato di Sezzadio.

## Strutture e impianti
La stazione, posta alla progressiva chilometrica 15+268 fra le stazioni di Gamalero e di Cassine, conta due binari serviti da marciapiede. Attualmente viene usata solo per effettuare incroci tra treni.